# Wiebke Hendriksen
Wiebke Hendriksen (* 31. Januar 1951 in Kleve) ist eine deutsche Tischtennisspielerin. Sie wurde mit der Damenmannschaft zweimal Europameister und gewann 1978 mit Wilfried Lieck die Europameisterschaft im Mixed.

## Werdegang
Ihre Begeisterung für Tischtennis wurde geweckt und gefördert durch ihre beiden Brüder Holger und Hinrich. Bald darauf trat sie dem Verein TTVg. Weiß-Rot-Weiß Kleve bei, wo gerade eine Mädchenmannschaft aufgebaut wurde. Hier wurde sie weiter gefördert durch erfahrene Trainer, u. a. von Gisela Kück und dem Verbandstrainer Béla Simon (Ehemann von Agnes Simon). Erste Erfolge stellten sich 1966 ein, als sie sich erstmals für die deutsche Jugendmeisterschaft qualifizierte und im Doppel den 2. Platz belegte. Mit 12 Jahren spielte sie in der Oberliga – der damals höchsten deutschen Spielklasse –, mit 14 Jahren sogar auf Rang eins.
Wiebkes Spiel war defensiv angelegt, aber sie beherrschte gefährliche Schmetterbälle mit Vor- und Rückhand als Konter.
1968 wurde sie deutsche Jugendmeisterin im Einzel und im Doppel, im gleichen Jahr errang sie mit der deutschen Damenmannschaft in Lyon die Europameisterschaft. Im weiteren Verlauf ihrer Karriere wurde sie zu 89 offiziellen Länderkämpfen der Nationalmannschaft eingeladen. Jeweils dreimal gewann sie die deutsche Meisterschaft im Einzel, im Doppel und im Mixed. 5-mal nahm sie an Weltmeisterschaften teil, 7-mal an Europameisterschaften.
Ein Höhepunkt war die Europameisterschaft im Mixed in Duisburg 1978. Zusammen mit Wilfried Lieck  besiegte sie im Endspiel die Ungarn Tibor Klampár und Gabriella Szabó. Dabei wurde von vielen Experten bescheinigt, dass Wiebke Hendriksen maßgeblichen Anteil an diesem Sieg hatte, indem sie Unsicherheiten von Lieck kompensierte. Für diesen Erfolg wurde ihr das Silberne Lorbeerblatt verliehen.
Wiebke Hendriksen spielte ausschließlich für den Verein TTVg. Weiß-Rot-Weiß Kleve, mit dem sie zweimal den europäischen Nancy Evans-Cup  holte und mit dem sie 1980 deutscher Mannschaftsmeister wurde. 1984 beendete sie ihre Laufbahn im Leistungssport.

## Privat
Wiebke Hendriksen studierte bis 1974 an der Pädagogischen Hochschule in Neuss, danach absolvierte sie in Düsseldorf ein Ergänzungsstudium für Realschullehrer. Sie unterrichtete an einer Grundschule in Bedburg-Hau. Seit ihrer Heirat 1986 heißt sie „Hendriksen-Kieninger“. Sie ist Mutter von zwei Töchtern..

## Erfolge
- Nationale deutsche Meisterschaften
  - 1969 Hagen:             4. Platz Einzel, 2. Platz Doppel (mit Diane Schöler)
  - 1970 Frankfurt/Main:    1. Platz Doppel (mit Diane Schöler)
  - 1971 Hannover:          4. Platz Doppel (mit Marta Hejma)
  - 1972 Karlsruhe:         2. Platz Doppel (mit Marta Hejma)
  - 1973 München:           1. Platz Einzel, 3. Platz Mixed (mit Jochen Leiß)
  - 1974 Saarbrücken:       1. Platz Einzel, 1. Platz Doppel (mit Agnes Simon), 2. Platz Mixed (mit Wilfried Lieck)
  - 1975 Hannover:          3. Platz Einzel, 4. Platz Doppel (mit Agnes Simon), 1. Platz Mixed (mit Wilfried Lieck)
  - 1976 Essen:             4. Platz Einzel, 2. Platz Doppel (mit Monika Kneip), 1. Platz Mixed (mit Wilfried Lieck)
  - 1977 Berlin:            4. Platz Doppel (mit Monika Kneip), 4. Platz Mixed (mit Wilfried Lieck)
  - 1978 Lübeck:            1. Platz Einzel, 1. Platz Doppel (mit Monika Kneip), 1. Platz Mixed (mit Wilfried Lieck)
  - 1979 Rüsselsheim:       4. Platz Einzel, 2. Platz Doppel (mit Monika Kneip)
  - 1980 Hamburg:           4. Platz Einzel, 2. Platz Doppel (mit Monika Kneip)
  - 1981 Böblingen:         4. Platz Doppel (mit Monika Kneip), 2. Platz Mixed (mit Wilfried Lieck)
  - 1982 Hannover:          4. Platz Doppel (mit Monika Kneip)
  - 1984 Hannover:          4. Platz Doppel (mit Monika Kneip)

- Teilnahme an Weltmeisterschaften
  - 1969 in München: Achtelfinale im Doppel, 5. Platz mit Damenteam
  - 1971 in Nagoya: 7. Platz mit Damenteam
  - 1973 in Sarajevo: Achtelfinale im Doppel, 5. Platz mit Damenteam
  - 1975 in Kalkutta: Achtelfinale im Doppel, 10. Platz mit Damenteam
  - 1977 in Birmingham: Viertelfinale im Doppel, 11. Platz mit Damenteam

- Teilnahme an Europameisterschaften
  - 1968 in Lyon:      1. Platz mit Damenteam
  - 1970 in Moskau:    7. Platz mit Damenteam
  - 1972 in Rotterdam: 2. Platz mit Damenteam
  - 1974 in Novi Sad:  Viertelfinale im Doppel, 6. Platz mit Damenteam
  - 1976 in Prag:      3. Platz im Einzel, Viertelfinale im Mixed, 8. Platz mit Damenteam
  - 1978 in Duisburg:  Viertelfinale im Einzel, 1. Platz im Mixed (mit Wilfried Lieck)
  - 1980 in Bern:      Viertelfinale im Einzel, Viertelfinale im Mixed, 9. Platz mit Damenteam

- Europe TOP-12
  - 1974 in Trolihättan: 9. Platz
  - 1975 in Wien: 2. Platz
  - 1976 in Lübeck: 7. Platz
  - 1977 in Sarajevo: 11. Platz

- Europäischer Nancy Evans-Cup („Messepokal“) mit TTVg. Weiß-Rot-Weiß Kleve
  - 1976: 1. Platz
  - 1979: 1. Platz

- Internationale Meisterschaften
  - 1969 Skandinavien:    Halbfinale Einzel
  - 1970 Österreich:      2. Platz Einzel
  - 1971 Frankreich:      1. Platz Doppel (mit Marta Hejma)
  - 1972 Schweiz:         Halbfinale Einzel, 2. Platz Doppel
  - 1972 Belgien:         2. Platz Doppel
  - 1973 Skandinavien:    Halbfinale Einzel
  - 1974 Belgien:         1. Platz Einzel, 2. Platz mit Damenteam
  - 1974 Deutschland      1. Platz Einzel, 4. Platz Doppel (mit Edit Wetzel)
  - 1974 Frankreich:      Halbfinale Einzel
  - 1976 Frankreich:      1. Platz Doppel (mit Beatrix Kisházi, Ungarn), 2. Platz Mixed
  - 1977 Wales:           Halbfinale Einzel, 2. Platz Doppel

- Bundesranglistenturniere
  - 1970 in Augsburg:      4. Platz
  - 1972 in Zweibrücken:   2. Platz
  - 1973 in Berlin:        3. Platz
  - 1974 in Löhne:         1. Platz
  - 1975 in Hattersheim:   3. Platz
  - 1976 in Elsenfeld:     4. Platz
  - 1977 in Hamburg:       2. Platz
  - 1979 in Hattersheim:   1. Platz
  - 1980 in Neckarsulm:    3. Platz
  - 1981 in Berlin:        3. Platz

- Deutsche Mannschaftsmeisterschaften mit TTVg. Weiß-Rot-Weiß Kleve
  - 1976: 2. Platz
  - 1977: 2. Platz
  - 1978: 2. Platz
  - 1979: 3. Platz
  - 1980: 1. Platz

- Deutsche Mannschafts-Pokalmeisterschaften mit TTVg. Weiß-Rot-Weiß Kleve
  - 1973 in Schwalmstedt: 2. Platz

- Deutschlandpokal
  - 1968 in Hückeswagen:     1. Platz mit Westdeutscher TT-Verband WTTV

- Deutsche Meisterschaft der Jugend
  - 1966 in Frankfurt/Main: 2. Platz Doppel (mit Michaela Fabel)
  - 1967 in Augsburg:       2. Platz Doppel (mit Brigitte Scharmacher), 2. Platz Mixed (mit L.Koch)
  - 1968 in Aachen:         1. Platz Mädchen-Einzel, 1. Platz Doppel (mit Brigitte Scharmacher), 2. Platz Mixed (mit L.Koch)

- Ranglisten
  - 1973–1976: 1. Platz in der deutschen Rangliste
  - 1978: 1. Platz in der deutschen Rangliste
  - 1975: 5. Platz europäischer Verband ETTU
  - 1974: 14. Platz ITTF-Weltrangliste

## Turnierergebnisse
| Verband | Veranstaltung       | Jahr | Ort         | Land | Einzel        | Doppel        | Mixed         | Team |
| ------- | ------------------- | ---- | ----------- | ---- | ------------- | ------------- | ------------- | ---- |
| FRG     | Europameisterschaft | 1980 | Bern        | SUI  |               |               | Viertelfinale |      |
| FRG     | Europameisterschaft | 1978 | Duisburg    | FRG  | Viertelfinale |               | Gold          |      |
| FRG     | Europameisterschaft | 1976 | Prag        | TCH  | Halbfinale    |               | Viertelfinale |      |
| FRG     | Europameisterschaft | 1974 | Novi Sad    | YUG  |               | Viertelfinale |               |      |
| FRG     | Europameisterschaft | 1972 | Rotterdam   | NED  |               |               |               | 2    |
| FRG     | Europameisterschaft | 1968 | Lyon        | FRA  |               |               |               | 1    |
| FRG     | EURO-TOP12          | 1977 | Sarajevo    | YUG  | 11            |               |               |      |
| FRG     | EURO-TOP12          | 1976 | Lübeck      | FRG  | 7             |               |               |      |
| FRG     | EURO-TOP12          | 1975 | Wien        | AUT  | 2             |               |               |      |
| FRG     | EURO-TOP12          | 1974 | Trollhatten | SWE  | 9             |               |               |      |
| FRG     | Weltmeisterschaft   | 1977 | Birmingham  | ENG  | letzte 64     | Viertelfinale | letzte 64     | 11   |
| FRG     | Weltmeisterschaft   | 1975 | Calcutta    | IND  | letzte 64     | letzte 16     | letzte 64     | 10   |
| FRG     | Weltmeisterschaft   | 1973 | Sarajevo    | YUG  | letzte 64     | letzte 16     | Qual          | 7    |
| FRG     | Weltmeisterschaft   | 1971 | Nagoya      | JPN  | letzte 32     | letzte 32     | letzte 64     | 7    |
| FRG     | Weltmeisterschaft   | 1969 | München     | FRG  | letzte 64     | letzte 16     | Qual          | 5    |